# Cuterebra beameri
Cuterebra beameri is een vliegensoort uit de familie van de horzels (Oestridae). De wetenschappelijke naam van de soort is voor het eerst geldig gepubliceerd in 1943 door Hall.